# Müllverbrennungsanlage Emlichheim
Die Müllverbrennungsanlage Emlichheim ist eine Müllverbrennungsanlage (MVA), die ca. 8 km westlich von Emlichheim im Europark u. a. von einem privaten niederländischen Investor gebaut wurde. Der Investor besitzt Patente auf Beton-Bahnschwellen und beabsichtigte zunächst dort auch ausgemusterte Holz-Bahnschwellen zu entsorgen. Der Samtgemeinde Emlichheim wurde jedoch verbindlich zugesagt, dass in der MVA keine Holz-Bahnschwellen oder anderweitigen überwachungsbedürftigen Hölzer verbrannt werden sollen.
Gegen die Anlage hat sich eine Bürgerinitiative formiert, unter anderem, weil die Anlage die Grenzwerte, die Mitte 2004 über Emissionen gegolten haben, angeblich nicht hätte erfüllen können. Am 16. Mai 2004 sprachen sich bei einer Bürgerbefragung 91,72 % der Bürger gegen die MVA aus.
Daraufhin wurden Grundstücke im Europark seitens der Samtgemeinde Emlichheim nicht an den Investor verkauft, da diese sich an das Votum der Bürgerbefragung hielt, obwohl es nicht rechtsbindend war. Allerdings besitzt der Investor bereits Grundstücke im Europark und betreibt dort eine Betonfirma. Somit bestand die Möglichkeit, auf seinem eigenen Gelände die Anlage zu bauen. Der Spatenstich erfolgte am 22. Juni 2006, der Name der neuen Firma lautet „Europark Verbrennings Installatie“, abgekürzt EVI. Die erste Verbrennungslinie ging am 19. April 2008, die zweite Verbrennungslinie im Spätsommer 2008 in Betrieb.